# San Andrés de la Barca
San Andrés de la Barca (oficialmente en catalán: Sant Andreu de la Barca) es una localidad y municipio español de la provincia de Barcelona, en la comunidad autónoma de Cataluña. Situado en la comarca del Bajo Llobregat, forma parte del área metropolitana de Barcelona.

## Geografía
Integrado en la comarca de Bajo Llobregat, se sitúa a 27 kilómetros del centro de la capital catalana. El término municipal está atravesado por la autovía del Nordeste A-2 entre los pK 593 y 595, además de por la antigua carretera N-II, que cruza el casco urbano. 
El relieve del municipio está determinado por la presencia del río Llobregat, además de por algunas pequeñas elevaciones en el límite occidental que alcanzan los 250 metros. La altitud oscila entre los 256 metros, en las montañas que hacen de límite con Castellví de Rosanés, y los 40 metros a orillas del río Llobregat. El centro urbano se alza a 42 metros sobre el nivel del mar, situándose en la margen derecha del río. 
| Noroeste: Martorell                                   | Norte: Castellbisbal      | Noreste: Castellbisbal        |
| Oeste: Castellví de Rosanés                           |                           | Este: Castellbisbal           |
| Suroeste: Castellví de Rosanés y Corbera de Llobregat | Sur: Corbera de Llobregat | Sureste: Corbera de Llobregat |

### Comunicaciones
El municipio llobregatense de San Andrés de la Barca tiene dos estaciones de tren de la red de Ferrocarriles de la Generalidad de Cataluña, llamadas Sant Andreu de la Barca y El Palau. En la primera estación paran todas las líneas de tren de los FGC de la línea Llobregat-Anoia, y en la segunda, todas, excepto la R50 y la R60, que son las líneas de refuerzo en las franjas horarias con mayor demanda en dirección a las ciudades de Manresa e Igualada, respectivamente.

## Historia

### Primeros asentamientos
Se han encontrado restos ibéricos (hallazgos en la capilla de Santa Madrona, en el Palau) y romanos (yacimiento de Can Puigbó y yacimiento de San Madrona del Palau) en diferentes lugares del municipio.

### Edad Media
El establecimiento de la frontera con el mundo musulmán en el río Llobregat, en el siglo IX, conllevó la construcción de castillos que protegieran estos lugares. El castillo de Castellvell de Rosanes fue el encargado de garantizar la seguridad de la zona.
La primera referencia escrita de San Andrés de la Barca corresponde al año 1109, en una venta que el señor Guillem Ramon de Castellvell hace unos masías situadas en la parroquia de San Andrés "Saguatosis".
Hacia los años 1115 y 1126 el señor de Castellvell cedió sus dominios de San Andrés de Aigüestoses al monasterio del Bages de Santa María del Lago para que los repoblara, lo que supone un despoblamiento debido a las razias musulmanas. No parece que la iniciativa prosperase, ya que los señores de Castellvell hacían años más tarde (1140) una concesión en haga a favor del señor de Palau.
A partir del 1305 y hasta el 1330, el topónimo del pueblo, en los documentos eclesiásticos, figura como San Andrés de Matoses.

### Edad Moderna
En 1527 San Andrés tiene una población de setenta vecinos y veintitrés tres fuegos. San Andrés sufrió fuerza la época del bandolerismo que los bandoleros aprovechaban el desfiladero para hacer sus robos en viajeros que iban por el camino real. En 1640 pasan por San Andrés las tropas reales para sofocar la revuelta del Corpus de Sangre en Barcelona. La villa sufrió el saqueo de las tropas como la mayoría de los pueblos del Bajo Llobregat. Durante la Guerra de sucesión española en 1713, las tropas borbónicas ocuparon toda la llanura de San Andrés, preparando el sitio de Barcelona. En esta guerra de Sucesión murieron varios soldados de San Andrés y varios vecinos tuvieron que abandonar su casa.[cita requerida]

### Edad Contemporánea
Durante la guerra de la Independencia en 1809 las tropas napoleónicas saquean San Andrés y se llevan el copón sagrado, los Crisma, el cucharón de bautizar y el bote de la extremaunción, todos de plata. Además, entraron en casas particulares y casas de donde se llevaron objetos de gran valor.
En 1845 son fusilados los hermanos Estapé: Isidro, José y Juan, carlistas de San Andrés, hijos de una honorable familia, que formaron una partida carlista que operaba en el Bajo Llobregat.
El 5 de octubre de 1855 se capturó en Masquefa la partida carlista de Tófol de Vallirana, los jefes de la partida fueron fusilados allí mismo y el resto los llevaron a Sant Andreu y, un día después, fue fusilado el resto del pelotón formado por unas veinticuatro personas que fueron sepultados en el cementerio de la villa. Durante muchos años, los carlistas de Cataluña rindieron homenaje ante la tumba común, el 6 de octubre.
En 1875 se crea en San Andrés el cuerpo del Somatén.
En el último tercio del siglo XIX San Andrés patín del impacto de la filoxera lo que provocó un gran trastorno en la economía del pueblo.
A principios de siglo XX San Andrés de la Barca contó con dos infraestructuras para cruzar el río. Por un lado un aéreo (que duró hasta los años 1920) y, posteriormente, una palanca de madera (que duró hasta los años 1990).
Durante la Guerra Civil los milicianos queman la iglesia y es depuesto el gobierno municipal. Se cambia el nombre de San Andrés por el de Aigüestoses y, también, el de algunas calles.
En enero de 1939 entraron las tropas franquistas en San Andrés, con la consiguiente represión. El 25 de agosto murió en Alemania, en un campo de concentración nazi, Pedro Casas y Palau, alcalde de San Andrés de la Barca de 1937 a 1939.
En 1945 la actividad del municipio está dedicada en un 69,27 % a la agricultura y en un 11,22 % en la industria. Treinta años después (1975), la agricultura representaba ya el 1,72 % y la industria el 77,14 %. Además, la población creció muchísimo a raíz de la continua ola inmigratoria de Andalucía y de otras regiones del país hacia el área metropolitana de Barcelona.
En los últimos años han continuado llegando inmigrantes de fuera de España y creciendo la industria.

## Demografía
San Andrés de la Barca cuenta con una población de 27 062 habitantes (INE 2024).
| Gráfica de evolución demográfica de San Andrés de la Barca entre 1842 y 2021 |
| |
| Población de derecho según los censos de población del INE. Población de hecho según los censos de población del INE.En estos censos se denominaba San Andrés de la Barca: 1842, 1857, 1860, 1877, 1887, 1897, 1900, 1910, 1920, 1930, 1940, 1950, 1960, 1970 y 1981. |

## Administración y política
Desde el año 2023 (junio) FEM Sant Andreu (ERC) gobierna en la ciudad. Actualmente y desde junio de 2023 el alcalde es Marc Giribet i Gavara
La composición actual del consistorio es:
| Partido | Concejales |
| ------- | ---------- |
| ERC     | 10         |
| PSC     | 6          |
| VOX     | 2          |
| PP      | 1          |
| Podemos | 1          |
| SOM     | 1          |

Lista de alcaldes desde 1979:
- Manuel Salmerón Salas (PSC)(19 de abril de 1979-23 de julio de 1984)
- Juan Antonio Sánchez Vicente (PSC)(23 de julio de 1984-27 de mayo de 1995
- Manuel Enric Llorca Ibáñez(PSC) (17 de junio de 1995 - 29 julio de 2021)
- Ana Alba Aguilera(PSC) (31 de julio de 2021 - 17 de junio de 2023)
- Marc Giribet i Gavara (ERC Sant Andreu) (17 de junio de 2023 -)

## Monumentos y lugares de interés
- Iglesia parroquial y campanario (casco antiguo). Fechada en 1501, fue reformada en el XIX y tras la Guerra Civil.
- Ermita de Santa Madrona (El Palau).
- Torre-molino Pedemonte (La Solana), que aloja una guardería municipal.
- Can Preses y Can Archs (El Palau), masías del siglo XV.
- Plaza de Font de la Roda (casco antiguo).
- Casas modernistas de la calle Joan Bosch (casco antiguo).
- Font de Can Canals
- La Plaza de Charlie Rivel.
- Albereda de Castelao.

## Medios de comunicación
Ràdio Sant Andreu es la emisora municipal que ofrece una programación variada con especial atención a la actualidad local. Fundada el 19 de abril de 1990. 
Desde el año 2009 la población dispone de un canal de televisión (IP) de gestión privada, Televisión local de Sant Andreu de la Barca.
Desde la década de los 90 se edita el Diari de Sant Andreu de la Barca, de periodicidad mensual y en formato diario. Se distribuye de manera gratuita en los buzones de los domicilios particulares y tiene un tirada de 12.000 ejemplares.